# Макото Нагао
Макото Нагао (яп. 長尾 真; Nagao Makoto, 4 октября 1936 — 23 мая 2021) — японский учёный, специалист по компьютерным наукам. Автор исследований и открытий в различных областях: машинный перевод, обработка естественного языка, распознавание образов, обработка изображений и библиотековедение. Был 23-м ректором университета Киото (1997—2003) и 14-м директором Национальной парламентской библиотеки в Японии (2007—2012).

## Биография
Родился в префектуре Миэ, Япония. Окончил Киотский университет в 1959 году, и там же позднее получил степень магистра инженерных наук в 1961 году и доктора философии инженерных наук в 1966 году.
В Киотском университете занимал должности помощника профессора с 1967 года, адъюнкт-профессора с 1968 года, и профессора с 1973 году. Был 23-м ректором Киотского университета (1997—2003).
После увольнения из Университета был назначен директором Национальной парламентской библиотеки в 2007 году и занимал эту должность до 2012 года.

## Исследования
Макото Нагао является одним из первых исследователей, разработавших практические методики машинного перевода (МТ). С 1982 по 1986 г. он руководил «Проектом Мю», направленным на перевод технических документов. Проект оказался первой успешной системой машинного перевода между английским и японским. В начале 1980-х годов предложил новаторский метод машинного перевода, основанный на отказе от пословного и грамматического анализа в пользу обучения на похожих фразах по методу аналогии.
Он также является пионером методики обработки естественного языка (NLP) для японского языка. В 1994 году вместе с Садао Курохаси он создал KNP, анализатор зависимостей для японского языка.
В 1990-х годах, он руководил проектом создания сегментированного корпуса (parsed corpus) для японского языка, который сейчас известен как Корпус текстов Киотского Университета. Также в его лаборатории был разработан «Дзюман» (Juman), японский морфологический сегментатор, первая система, которая объединила в себе пословную сегментацию и морфологический анализ для языков, не имеющих чётких границ между словами (таких, как японский или, особенно, китайский).
В области распознавания образов и обработки изображений, он был первым инженером, который применил механизмы анализа обратной связи в системах распознавания лиц, и предложил различные методы обработки изображений, основанные на искусственном интеллекте.
Руководил системой программного обеспечения «Ариадна» — электронной библиотекой, которая оказала влияние на исследования в области создания цифровых библиотек в Японии и во всем мире. Будучи директором Национальной парламентской библиотеки Японии, предложил заменить прежний лозунг «Истина делает нас свободными» (Иоанн 8:32) на новый «Через знания мы процветаем». Выступил с лекцией на конференции Викимедии Японии 2009.